# Кёппен, Владимир Петрович

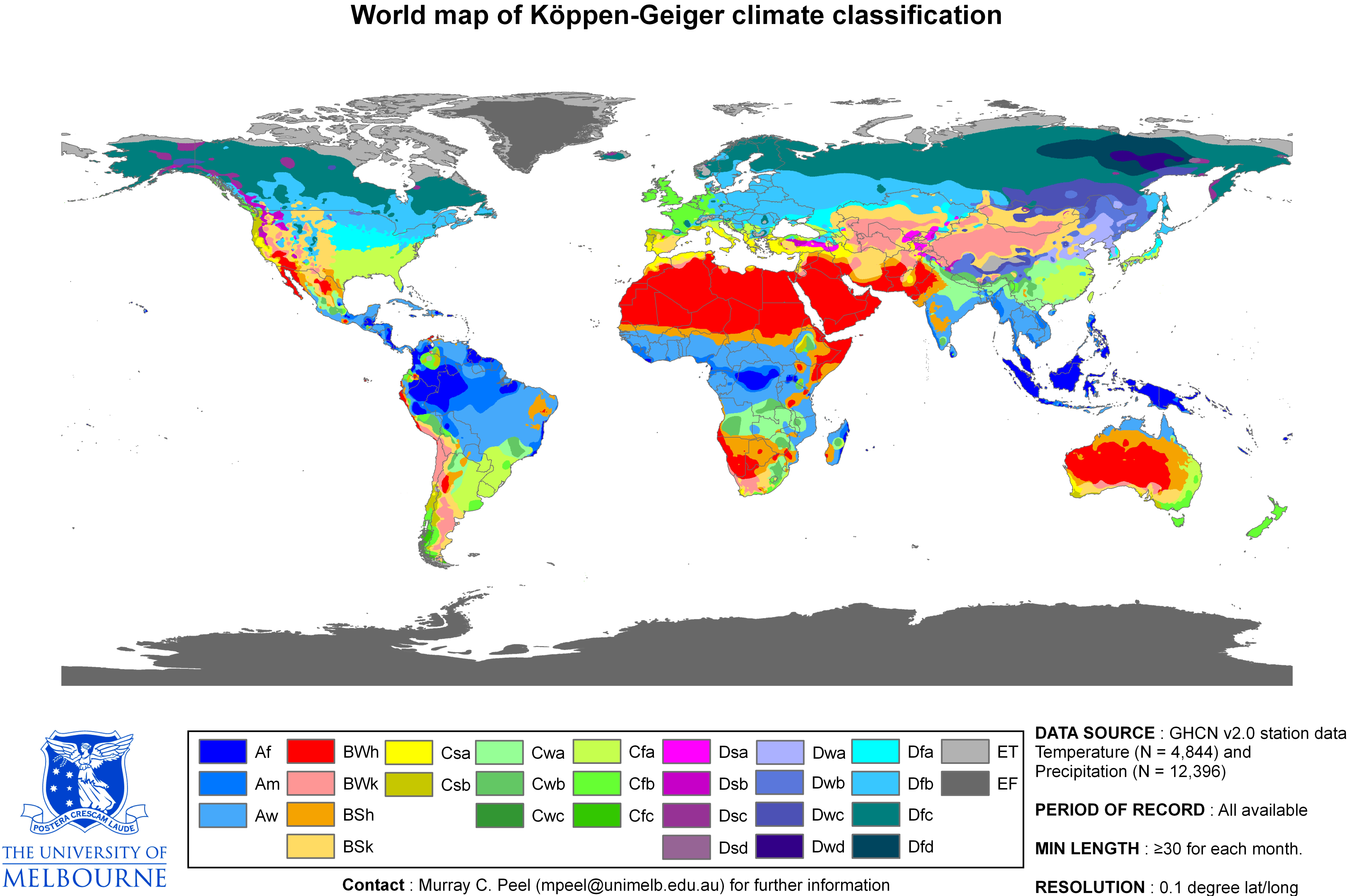
Климатические зоны Земли по Кёппену

Влади́мир Петро́вич Кёппен (нем. Wladimir Peter Köppen, 25 сентября [7 октября] 1846, Санкт-Петербург, Российская империя — 22 июня 1940, Грац, Штирия, Германский Рейх) — российский и германский географ, метеоролог, климатолог и ботаник.

## Биография
Родился в семье учёного-этнографа Петра Ивановича Кёппена в Санкт-Петербурге. Младший брат академика Фёдора Петровича Кёппена. Учился в Симферопольской гимназии, Санкт-Петербургском университете и в университетах Гейдельберга и Лейпцига, где в 1870 году защитил диссертацию.
С 1872 по 1875 год работал в Главной геофизической обсерватории, секретарём метеорологической комиссии Императорского Русского географического общества, затем из-за разногласий с директором Главной физической обсерватории Генрихом Вильдом поступил на службу в германскую морскую обсерваторию в Гамбурге (нем. Deutsche Seewarte), где работал до 1919 года. После этого до конца жизни жил и работал в австрийском городе Грац.
Учёный был решительным сторонником использования языка эсперанто, на котором он говорил так же свободно, как и на немецком и русском языках. С 1868 по 1939 год он выпустил более 500 публикаций, некоторые из которых перевел на эсперанто.

## Семья
Жена — Мария Вемайер. В семье родилось две дочери, Эльза (замужем за географом и полярником Альфредом Вегенером) и Александрина.

## Труды
- «Über die Abhängigkeit des klimatischen Charakters der Winde von ihrem Ursprunge» («Repert. für Meteorologie», том IV);
- «Tägliche Perioden der Windgeschwindigkeit» (там же, 1879);
- «Wolken Atlas» (Гамбург, 1890);
- «Klimalehre» (Лейпциг, 1906);
- «Maritime Meteorologie» (1909).

Его труд «Geographisches System der Klimate» (1936), в котором он разработал объективную классификацию климата на земле, по сей день имеет большое значение.